# Joseph César Tripoul
Joseph César Tripoul, chevalier de Reiran, né le 14 février 1777 à Puget-sur-Argens et mort le 24 mars 1827 à Puget-sur-Argens, est un militaire et homme politique français des XVIIIe et XIXe siècles.

## Biographie
Joseph-César Tripoul suivit la carrière militaire. Engagé comme volontaire au 5e bataillon du Var, il fit les campagnes de la Révolution et de l'Empire.
En janvier 1807, il était chef d'escadron, officier d'état major et aide de camp du général Gazan, commandant la 2e division.
Parvenu au grade de colonel d'infanterie et nommé chevalier de l'Empire, le 28 janvier 1809, il fut mis à la retraite pour raison de santé.
Il fut élu, le 23 mai 1815, représentant de l'arrondissement de Draguignan à la Chambre des Cent-Jours, par 29 voix (52 votants), contre 17 à M. Berrtrand. Son rôle parlementaire prit fin avec la courte session de cette législature.
Le Bulletin des lois le mentionne dans une « Ordonnance du Roi (ndlr : N.° 11 428.) qui autorise l'acceptation de vingt charges de blé léguées par le sieur Joseph-César Tripoul aux pauvres cultivateurs de la commune du Puget (Var). (Paris, 23 avril 1829. »

## États de service
- Chef d'escadron, officier d'état major (1807) ;
- Aide de camp du général Gazan, commandant la 2e division ;
- Colonel (1809).

## Campagnes
- Guerres révolutionnaires
- Guerres napoléoniennes

## Autres fonctions
- Représentant de l'arrondissement de Draguignan (Var) à la Chambre des Cent-Jours (23 mai 1815).

## Décorations
- Légion d'honneur :
  - Officier de la Légion d'honneur (1808)[2].

## Titres
- Chevalier de Reiran et de l'Empire (28 janvier 1809).

## Armoiries
| Armoiries | Blasonnement |
| --------- | --- |
|           | Armes du chevalier Tripoul et de l'Empire, 1814 Coupé : au I d'or à quatre épées de sable, croisées en sautoir, deux et deux; au II d'argent à trois pins de sinople, terrassés de même; à la bordure d'azur chargée de dix coquilles d'or, et à la fasce de gueules brochant chargée du signe des chevaliers légionnaires. |